# Almas Roma
Almas Roma – włoski klub piłkarski, mający swoją siedzibę w stolicy kraju - Rzymie.

## Historia
Chronologia nazw:
- 1944: A.L.M.A.S. (Appio Latino Metronio Associazione Sportiva)
- 1946: A.L.M.A.S. Juve - po fuzji z Juventus Roma
- 1947: Almascalera
- 1948: A.L.M.A.S.

Piłkarski klub A.L.M.A.S. został założony w Rzymie w 1944 roku przez grupę handlowców - miłośników sportów z dzielnicy Appio-Latino. W pierwszych latach działalności klub brał udział w turniejach amatorskich. W sezonie 1945/46 zajął drugie miejsce w grupie finałowej Prima Divisione Laziale i awansował do Serie C. W 1946 wchłonął klub Juventus Roma i z nazwą A.L.M.A.S. Juve startował w mistrzostwach Lega Centro Serie C, zajmując piąte miejsce w grupie E. W następnym sezonie zmienił nazwę na Almascalera i po zajęciu 12.miejsca w grupie E Lega Centro Serie C spadł do Promozione. W 1948 przywrócił nazwę A.L.M.A.S. i występował do 1951 w Promozione, po czym spadł do Prima Divisione Laziale. W 1969 klub awansował do Serie D. W sezonie 1977/78 zwyciężył w grupie F Serie D i otrzymał promocję do Serie C2. Po czterech sezonach gry na czwartym poziomie w 1982 klub spadł do Campionato Interregionale. W 1990 spadł do Promozione, ale po roku wrócił do V ligi, która otrzymała nazwę Eccellenza. W następnych sezonach klub uczestniczył w rozgrywkach Eccellenza lub Promozione, zaliczając kolejne upadki i awanse.

## Sukcesy

### Trofea międzynarodowe
Nie uczestniczył w rozgrywkach europejskich (stan na 31-12-2016).

### Trofea krajowe
| \| \| Zdobyte trofea w rozgrywkach Włoch (stan na: 31-05-2017) \| |                                                          |      |          |
| Rozgrywki                                                         | Osiągnięcie                                              | Razy | Sezon(y) |
| · Mistrzostwo                                                     | I miejsce                                                | 0    |          |
| · Mistrzostwo                                                     | II miejsce                                               | 0    |          |
| · Mistrzostwo                                                     | III miejsce                                              | 0    |          |
| · Puchar                                                          | zdobywca                                                 | 0    |          |
| · Puchar                                                          | finalista                                                | 0    |          |
| II liga                                                           | I miejsce                                                | 0    |          |
| II liga                                                           | II miejsce                                               | 0    |          |
| II liga                                                           | III miejsce                                              | 0    |          |
| Włochy                                                            | Zdobyte trofea w rozgrywkach Włoch (stan na: 31-05-2017) |      |          |

- Serie C:
  - 5.miejsce: 1946/47 (grupa E)

## Stadion
Klub rozgrywa swoje mecze domowe na stadionie Stadio Comunale Arnaldo Fuso, przy Via Cagliari, w Ciampino w prowincji Rzym, który może pomieścić 1000 widzów.